# Lee O'Connor
Pour les articles homonymes, voir O'Connor.
Lee O'Connor, né le 28 juillet 2000 à Waterford en Irlande, est un footballeur international irlandais qui évolue au poste de défenseur central au Tranmere Rovers.

## Biographie

### En club
Lee O'Connor rejoint Manchester United le 22 avril 2016, en provenance du club irlandais du Villa FC. Il s'engage pour quatre ans avec les red devils.
Le 2 septembre 2019 Lee O'Connor quitte Manchester United et s'engage en faveur du Celtic Glasgow pour quatre saisons.
Le 21 janvier 2020 Lee O'Connor est prêté jusqu'à la fin de la saison au Partick Thistle FC, en deuxième division écossaise. Il joue son premier match le 25 janvier 2020, en étant titularisé lors de la défaite en championnat face à Arbroath FC (2-1).
Le 17 août 2020, Lee O'Connor est prêté pour une saison en Angleterre, au Tranmere Rovers,.
Le 31 août 2021, il est prêté à Tranmere Rovers.
Le 25 janvier 2022, Lee O'Connor rejoint définitivement Tranmere Rovers. Il signe un contrat de deux ans et demi, soit jusqu'en juin 2025.

### En sélection
Lee O'Connor est sélectionné avec l'équipe d'Irlande des moins de 17 ans pour participer au championnat d'Europe des moins de 17 ans en 2017 qui a lieu en Croatie. Il prend part à deux matchs lors de ce tournoi et porte même le brassard de capitaine, mais son équipe s'incline en quarts de finale.
Avec les moins de 19 ans il inscrit un but le 10 octobre 2017 contre la Serbie, participant ainsi à la victoire de son équipe (2-1).
Lee O'Connor joue son premier match avec l'équipe d'Irlande espoirs le 24 mars 2019 contre le Luxembourg. Il est titularisé et son équipe s'impose par trois buts à zéro.
En novembre 2019 Lee O'Connor est retenu par Mick McCarthy, le sélectionneur de l'équipe nationale d'Irlande, et est pressenti pour commencer le match contre la Nouvelle Zélande. O'Connor honore sa première sélection en étant titularisé face à la Nouvelle Zélande le 14 novembre 2019. Lors de cette rencontre remportée 3-1 par les Irlandais, il se distingue en délivrant une passe décisive pour Callum Robinson sur le dernier but des siens.